# Göteborgs norra kontrakt
Göteborgs norra kontrakt är från 2018 ett kontrakt i Göteborgs stift inom Svenska kyrkan. 
Kontraktskoden är 0804. Kontraktsprost år 2021 är Maria Ottensten.

## Administrativ historik
Kontraktet bildades den 1 januari 2018 av
Hisings kontrakt med
- Lundby församling
- Backa församling
- Tuve-Säve församling
- Torslanda-Björlanda församling
- Öckerö församling

del av Nylöse kontrakt med
- Nylöse församling
- Bergsjöns församling
- Kortedala församling
- Angereds församling